# Epitrix azorica
Epitrix azorica es una especie de insecto coleóptero de la familia Chrysomelidae. Fue descrita científicamente en 1981 por Gruev.